# Francesc d'Assís Altimira Motiñó
Francesc d'Assís Altimira i Motiñó (Barcelona, ca. 1825 - Barcelona, 21 de maig de 1872) fou un pianista i compositor català. Conreà la música religiosa i la música profana, àmbit en el qual compongué diverses sarsueles en català.

## Obres
Entre les obres conegudes hi ha:
- Despedida a la Vírgen Santísima (1886), motet conservat a la Biblioteca Nacional d'Espanya.[3][4]
- Romanza, i Composiciones de música religiosa (1887, Barcelona), obres conservades a la Biblioteca Nacional d'Espanya.[3][4]
- Una cita á las foscas (ca.1870)[4]
- El soldado y la criada (?)[4]
- El Tutor burlado (?)[4]
- Flor de las Flores americana para canto y piano (entre 1864 i 1874)[4]
- Caramellas a voces Solas para cantarse en la noche de Pascua (1870)[4]
- Tu pinré. Canción andaluza para piano (entre 1870 i 1872)[4]